# Караев, Юрий Хаджимуратович
Ю́рий Хаджимура́тович Кара́ев (бел. Юрый Хаджымуратавіч Караеў; род. 21 июня 1966, Орджоникидзе) — белорусский государственный деятель, председатель Гродненского областного исполнительного комитета с 2025 года. Ранее занимал должности министра внутренних дел Республики Беларусь (2019—2020) и  помощника Президента Республики Беларусь — инспектор по Гродненской области (2020—2025). Генерал-лейтенант милиции, один из руководителей силовых органов в период акций протеста 2020 года.

## Биография
Родился 21 июня 1966 года в Орджоникидзе в осетинской семье. Дядя Саламгирей Царахов, полковник внутренних войск, отвёл Юрия в секцию бокса. Юрий мечтал стать таким, как дядя Саламгирей. Это и предопределило его будущее.
В 1987 году окончил Саратовское высшее военное командное Краснознаменное училище Внутренних войск МВД РФ имени Ф. Э. Дзержинского. Служил в Могилёве, затем — в Минском полку оперативного назначения МВД СССР. Участвовал в боевых действиях в Нагорном Карабахе. В 1992—1994 годы командовал учебной ротой 3-й отдельной Краснознамённой бригады специального назначения Внутренних войск МВД Беларуси (воинская часть 3214).
В 1996 году окончил Военную академию имени М. В. Фрунзе (Москва), факультет Генерального штаба Вооружённых Сил Военной академии Республики Беларусь. Служил командиром войсковой части 5527 (Пятый отдельный специальный милицейский батальон, Бобруйск; 1999—2005), войсковой части 5525 (специальная милицейская бригада, Гомель), командиром батальона 3-й отдельной Краснознамённой бригады специального назначения (Уручье; командир части — Д. В. Павличенко).
С июля 2008 года — командир полка милиции специального назначения (ОМОН) ГУВД Минского горисполкома, с октября 2008 по июнь 2009 года — командир 3-й отдельной Краснознамённой бригады специального назначения. С 2009 года — первый заместитель начальника оперативной и боевой подготовки внутренних войск МВД. С 2012 года по 11 июня 2019 года был заместителем Министра внутренних дел Республики Беларусь — командующим внутренними войсками.
11 июня 2019 года назначен Министром внутренних дел Республики Беларусь.
Является председателем Белорусской федерации кикбоксинга и таиландского бокса.
В декабре 2019 года заявил, что милиция страны будет избавляться от имиджа «карательного органа» и уйдет от применения «палочно-галочной» системы, с переводом оценки результативности по конечным результатам без применения планов или нормативов.

### Протесты 2020 года
На 4-й день протестов после выборов президента Беларуси в 2020 году, Караев подтвердил, что сотрудники МВД могли наносить травмы случайным людям, «попавшим под раздачу», и сообщил среди более чем 6 тысяч задержанных граждан есть лица, на которых не составлялись административные дела. УВКПЧ ООН осудило насилие со стороны милиции

За этих людей, тех, кому досталось, за это, как сейчас говорят, насилие, я как командир, как начальник должен взять эту ответственность на себя. И извиниться чисто по-человечески перед этими людьми.— Караев прокомментировал протесты в Беларуси и действия силовиков
Министр внутренних дел Республики Беларусь (11 июня 2019 г. — 29 октября 2020 г.), генерал-лейтенант милиции. В ходе борьбы силовых органов с акциями протеста погибло по меньшей мере 4 человека, ООН известно о 450 случаях пыток и жестокого обращения с людьми в Беларуси после президентских выборов, 7 тысяч человек были задержаны. К задержанным сотрудники силовых структур применяли различные виды устрашения включая угрозы, унижения, массовые избиения и пытки. Во время акций происходили задержания представителей СМИ.
В сентябре Караев предложил белорусскому парламенту законодательно закрепить анонимное дистанционное свидетельствование силовиками в административных судебных процессах с целью повышения их защищённости. По его словам, в суде «представителями деструктивных сил, СМИ и иными лицами осуществляется аудио-, фото-, видеофиксация процесса», что впоследствии «нередко размещается в сети» и используется против силовиков.

### После протестов
Освобождён от должности главы МВД 29 октября 2020 года. В тот же день назначен помощником Президента Республики Беларусь — инспектором по Гродненской области с присвоением специального звания генерал-лейтенанта милиции.
4 марта 2021 года инициатива BYPOL опубликовала аудиозапись предполагаемого обращения Караева к сотрудникам ГУБОПиК осенью 2020 года. В стенограмме речи тогдашний Министр внутренних дел допускает оскорбления по отношению к белорусскому народу, а также инструктирует сотрудников ГУБОПиК относительно способов и методов внесудебных расправ над людьми.
В марте 2021 года президент Республики Беларусь Александр Лукашенко заявил, что считает Юрия Караева и Владимира Караника «крепкими кандидатами» на его должность в будущем.
31 марта 2025 года Караев был назначен председателем Гродненского областного исполнительного комитета. Он исполнял обязанности председателя с 3 марта 2025 года.

## Награды
- орден «За службу Родине» III степени (27 февраля 2015)[19]
- медали:
  - «За безупречную службу»[бел.] I, II и III степеней
  - «60 лет Победы в Великой Отечественной войне 1941—1945 гг.»
  - «70 лет Победы в Великой Отечественной войне»
  - «60 лет освобождения Республики Беларусь от немецко-фашистских захватчиков»
  - «65 лет освобождения Республики Беларусь от немецко-фашистских захватчиков»
  - «70 лет освобождения Республики Беларусь от немецко-фашистских захватчиков»
  - «80 лет Вооружённых Сил Республики Беларусь»[бел.]
  - «90 лет Вооружённых Сил Республики Беларусь»[бел.]
  - «80 лет белорусской милиции»[бел.]
  - «90 лет милиции Беларуси»[бел.]
  - «100 лет милиции Беларуси»[бел.]
  - «90 лет органам государственной безопасности Беларуси»[бел.]
  - «70 лет Вооружённых Сил СССР»
- удостоен крапового берета (май 1993)[1][3].

## Международные санкции
31 августа 2020 года Караев был включён в список лиц, на которых наложен бессрочный запрет на въезд в Латвию, пятилетний запрет на въезд в Эстонию и запрет на въезд в Литву в связи с тем, что своими действиями он организовал и поддержал фальсификацию президентских выборов 9 августа и последующее насильственное подавление протестов.
2 октября 2020 года включён в «Чёрный список ЕС» как экс-министр внутренних дел, оставшийся активным при режиме Лукашенко в качестве помощника президента — инспектора по Гродненской области и несущий ответственность за кампанию репрессий и запугивания, проводимую силами МВД в результате президентских выборов 2020 года, в частности произвольные аресты и жестокое обращение, включая пытки, мирных демонстрантов, а также запугивание и насилие в отношении журналистов. В тот же день был включён в санкционный список специально обозначенных граждан и заблокированных лиц США.
Кроме того, Караева в свои санкционные списки включили Великобритания, Канада, Швейцария. 20 ноября 2020 года к октябрьскому пакету санкций ЕС присоединились Албания, Исландия, Лихтенштейн, Норвегия, Северная Македония, Черногория и Украина.

## Семья
Отец — Хаджимурат Тимофеевич Караев, работал электрослесарем; мать — Раиса Михайловна, работала инженером.
Сестра — Тамара, живёт во Владикавказе.
Имеет двух сыновей. Старший — Герман Юрьевич Караев; выпускник Белорусского государственного экономического университета, тренер по кёкусинкай.

## Комментарии
1. ↑  По другим данным — в 1997[3].